# Tesla Roadster
Tesla Roadster — спортивний електромобіль, перше авто виробництва Tesla Motors. Офіційна презентація відбулася 19 липня 2006 року у Санта-Моніці, Каліфорнія. Серійне виробництво почалося 17 березня 2008 року. Збирали у Великій Британії — на заводі компанії Lotus Cars. У 2014 році компанія анонсувала пакет оновлення для цієї моделі — встановлення нового блоку батарей на 80 кіловат годин (на 40 % більше, ніж раніше) і дальність ходу зросте з 390 км до 550 км. Модернізацію ж почали робити лише з 2016 року, вартість складе $29 тис.

## Характеристики

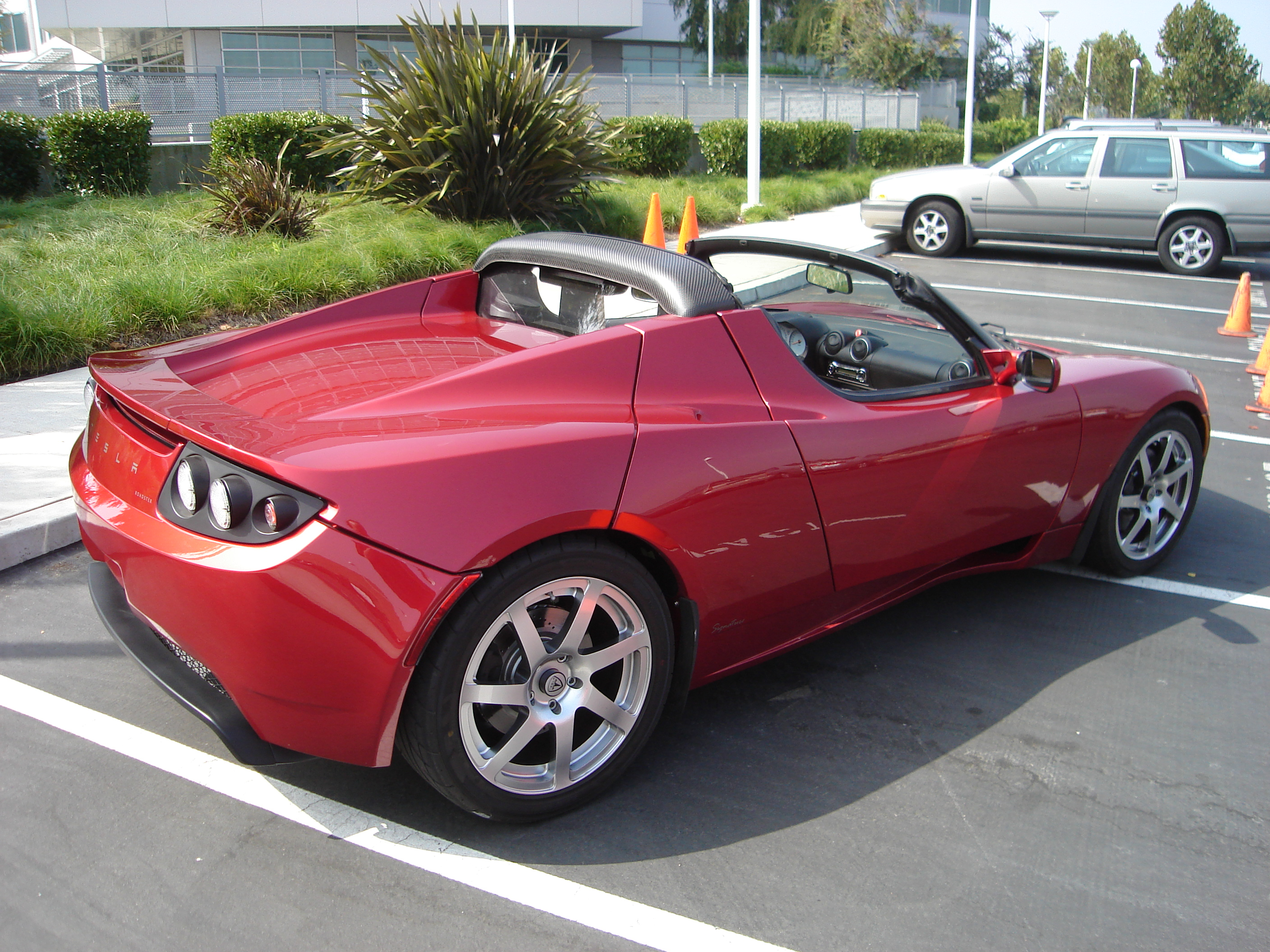
Tesla Roadster

База авто — надлегкий та міцний алюмінієвий каркас і основні агрегати (окрім двигуна) від британського спорткара Lotus Elise.
Акумулятор у Tesla Roadster незвичайний — блок із 6831 літієвих елементів 18650 (загальна вага — 454 кг).
Найменша ціна — $98000.

### Основні переваги
- 100% електричний;
- набирає швидкість 100 км/год за 4 секунди;
- понад 300 кінських сил;
- 356 км — запас ходу від літій-іонних акумуляторів;
- вартість проїзду (у США) — близько центу за милю.

### Основні недоліки
- повна зарядка акумуляторів займає 3,5 год;
- максимальна швидкість примусово обмежена до 210 км/год.

## Запуск у космос

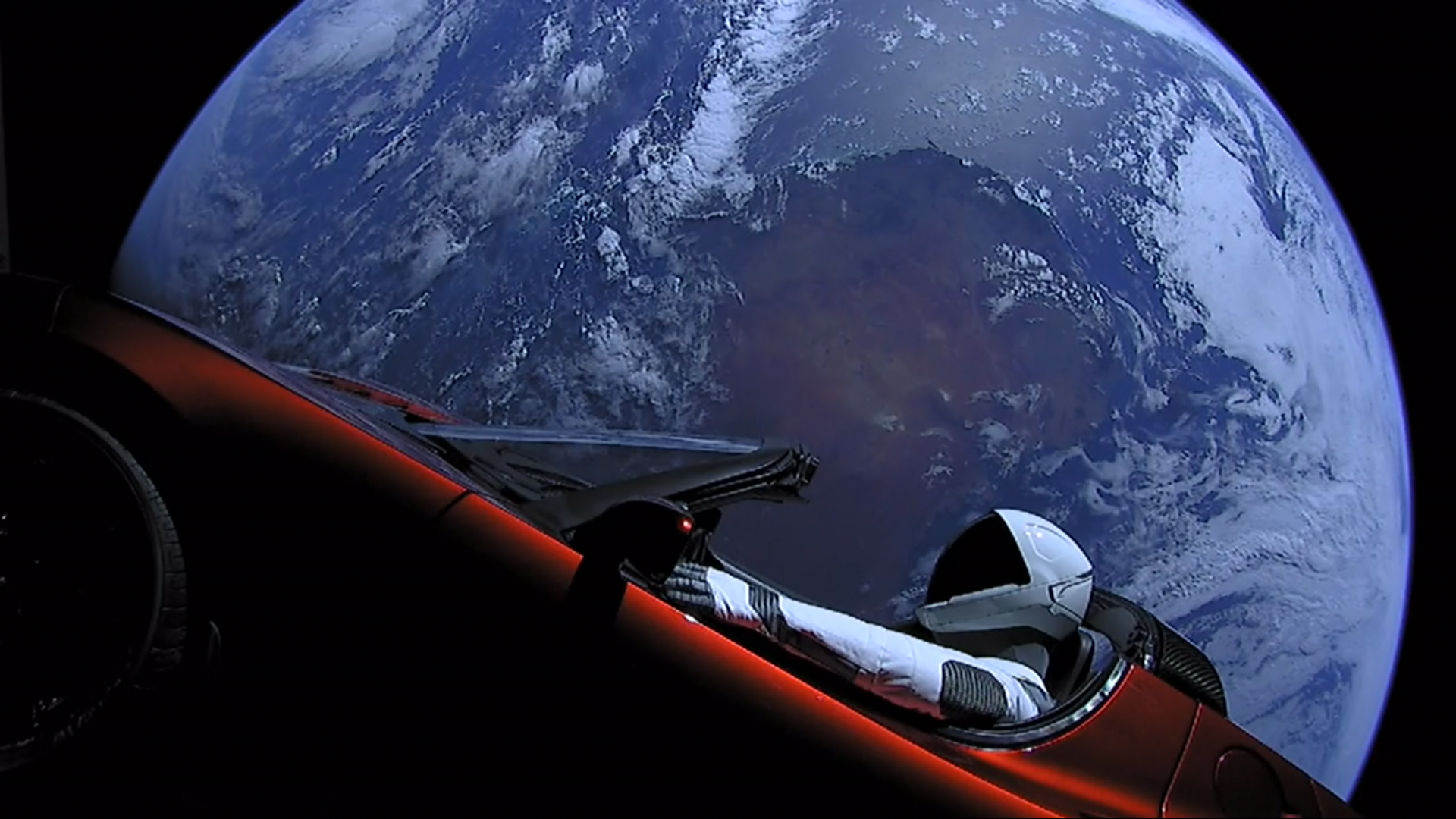
Tesla Roadster у космосі

6 лютого 2018 року було здійснено тестовий політ ракети-носія надважкого класу «Falcon Heavy». Під час польоту як корисне навантаження виступив особистий автомобіль Ілона Маска Tesla Roadster вишневого кольору. «Червона машина для червоної планети», — написав він. Електрокар було відправлено на геліоцентричну орбіту, яка за радіусом приблизно відповідає орбіті Марса. «За кермом» автомобіля був манекен у новому скафандрі SpaceX. Автомобіль було внесено до каталогу штучних супутників Землі під номером 43205 із та міжнародним ідентифікатором супутника COSPAR 2018-017A.
Tesla Roadster став першим в історії «споживчим» автомобілем, запущеним у космос. До цього в 1970-х роках три місячні автомобілі були запущені на Місяць і залишені там.

## Tesla Roadster в Україні
Вперше Tesla Roadster привезла до України компанія Autoenterpsie ще у 2016 році, але на дороги він так і не виїхав. Інший Roadster був помічений у травні 2019 року на виставці електромобілів Plug-In Ukraine в Києві.